# کوریمانی
کوریمانی (به چکی: Kuřimany) یک منطقهٔ مسکونی در جمهوری چک است که در ناحیه ستراکونیتسه واقع شده‌است. کوریمانی ۳٫۱ کیلومتر مربع مساحت و ۲۵ نفر جمعیت دارد و ۴۷۶ متر بالاتر از سطح دریا واقع شده‌است.